# Araneus corticaloides
Araneus corticaloides là một loài nhện trong họ Araneidae.
Loài này thuộc chi Araneus. Araneus corticaloides được Carl Friedrich Roewer miêu tả năm 1955.